# Trombone (arma)
Il trombone o schioppo, (in passato anche detta archibugio e schioppo a pistone) è un tipo di archibugio corto in uso dal diciassettesimo al diciannovesimo secolo. Trattasi di un'arma ad avancarica, in genere a pietra focaia, che prende il nome dalla forma della sua canna, la quale si allarga verso la bocca fino a un massimo di 10 cm, fino a somigliare a una tromba.

## Storia
Il trombone è il precursore del moderno fucile da caccia, ed era diffuso tra i pellegrini della colonia di Plymouth, nel nord America, durante gli anni venti del Seicento. L'arma trovò anche una certa fortuna tra gli ufficiali delle navi da guerra, i pirati e i banditi. Stando a un volume della Treccani del 1937, l'arma veniva utilizzata in quel periodo anche in alcuni territori dell'Oriente e dell'Africa.